# ناحیه فلدباخ
ناحیه فلدباخ (به آلمانی: Feldbach District) یک شهرستان‌های اتریش و شهرستان و تقسیمات کشوری سابق در اتریش است که در اشتایرمارک واقع شده‌است. ناحیه فلدباخ ۶۷٬۲۰۰ نفر جمعیت دارد.